# Deutsche Cadre-47/1-Meisterschaft 1968/69

Veranstaltungsort: Duisburg

Die Deutsche Cadre-47/1-Meisterschaft 1968/69 ist eine Billard-Turnierserie und fand vom 27. bis zum 30. März 1969 in Duisburg zum sechsten Mal statt.

## Geschichte
Routiniert gewann Siegfried Spielmann im letzten und damit entscheidenden Match gegen den punktgleichen Dieter Müller mit 300:172 in 15 Aufnahmen. Damit verteidigte der Düsseldorfer verdient seinen Titel. Das Highlight dieser Meisterschaft war aber die Partie Müller gegen Hartmut Burwig. Beim Stand von 113:90 in der zwölften Aufnahme beendete Müller mit einer Schlussserie von 210 Punkten das Match. Müller verbesserte damit den deutschen Serienrekord, gehalten von Spielmann, um 52 Punkte auf den neuen Rekordwert von 210. Platz drei belegte Günter Siebert, in dessen neuem Billardstudio die Meisterschaft ausgetragen wurde.

## Modus
Gespielt wurde im Round-Robin-Modus bis 300 Punkte.
Die Endplatzierung ergab sich aus folgenden Kriterien:
1. Matchpunkte
2. Generaldurchschnitt (GD)
3. Bester Einzeldurchschnitt (BED)
4. Höchstserie (HS)

## Teilnehmer nach Ausgangsklassement
1. Siegfried Spielmann (Düsseldorfer Bfr. 54)
2. Dieter Müller (Berliner Billardfreunde 1921)
3. Hartmut Burwig (BC International Berlin)
4. Günter Siebert (Duisburg-Hochfeld 36)
5. Matthias Metzemacher (BC Bergisch-Gladbach)
6. Peter Sporer (BSV München)
7. Helmut Vehreschild (BSV Wesel)
8. Dietmar Koch (Homberger BC)

## Abschlusstabelle
| MP    | Match Points (Sieger = 2; Unentschieden = 1; Verlierer = 0) |
| Pkte. | Erzielte Karambolagen                                       |
| Aufn. | Benötigte Versuche                                          |
| GD    | Generaldurchschnitt                                         |
| BED   | Bester Einzeldurchschnitt eines Spielers                    |
| HS    | Höchstserie                                                 |
|       | Bester GD des Turniers                                      |
|       | Bester ED des Turniers                                      |
|       | Beste HS des Turniers                                       |
|       | 1. Platz (Gold)                                             |
|       | 2. Platz (Silber)                                           |
|       | 3. Platz (Bronze)                                           |

| Klassement                 | Klassement           | Klassement | Klassement | Klassement | Klassement | Klassement | Klassement |
| Platz                      | Name                 | MP         | Pkte.      | Aufn.      | GD         | BED        | HS         |
| -------------------------- | -------------------- | ---------- | ---------- | ---------- | ---------- | ---------- | ---------- |
| 1                          | Siegfried Spielmann  | 14:0       | 2100       | 123        | 17,07      | 33,33      | 126        |
| 2                          | Dieter Müller        | 12:2       | 1972       | 103        | 19,14      | 30,00      | 210        |
| 3                          | Günter Siebert       | 8:6        | 1770       | 181        | 9,77       | 14,28      | 102        |
| 4                          | Hartmut Burwig       | 8:6        | 1812       | 217        | 8,35       | 12,50      | 121        |
| 5                          | Peter Sporer         | 6:8        | 1728       | 185        | 9,34       | 13,63      | 104        |
| 6                          | Matthias Metzemacher | 4:10       | 1577       | 162        | 9,73       | 12,50      | 84         |
| 7                          | Helmut Vehreschild   | 2:12       | 1158       | 146        | 7,93       | 13,63      | 70         |
| 8                          | Dietmar Koch         | 2:12       | 1391       | 215        | 6,46       | 5,88       | 46         |
| Turnierdurchschnitt: 10,14 |                      |            |            |            |            |            |            |